# Очевидное алиби
«Очевидное алиби» (англ. Naked Alibi) — фильм нуар режиссёра Джерри Хоппера, вышедший на экраны в 1954 году.
Фильм рассказывает о полицейском детективе (Стерлинг Хэйден), под влиянием политических интриг уволенном за необоснованное физическое воздействие на казалось бы невиновного гражданина (Джин Барри), которого он подозревает в убийстве трёх копов. Чтобы отстоять своё доброе имя, бывший детектив продолжает преследовать подозреваемого в Мексике, и в конце концов разоблачает его.
Фильм относится к группе «мексиканских нуаров», действие которых в значительной своей части происходит на территории Мексики. К другим заметным фильмам этой группы относятся картины «Из прошлого» (1948), «Большой обман» (1949), «Инцидент на границе» (1949), «Дорога с односторонним движением» (1950), «Женщина его мечты» (1951), «Опасность» (1953), «Боевой шок» (1956) и «Печать зла» (1958).
Съёмки фильма производились в Тихуане, Мексика, в лос-анджелесском районе Резеда и в павильонах студии Universal Pictures.

## Сюжет
В полицейском участке одного из калифорнийских городков лейтенант Фред Паркс (Макс Шоуолтер) допрашивает с пристрастием пекаря Эла Уиллиса (Джин Барри) о его возможной связи с недавними ограблениями в восточной части города. После того, как Уиллис несколько раз подряд заявляет о своей невиновности, его нервы не выдерживают, и он набрасывается на Паркса с кулаками, на что трое копов несколько раз бьют и скручивают его. Шеф полиции Джозеф Е. Конрой (Стерлинг Хэйден) заходит в кабинет в тот момент, когда Уиллис угрожает Парксу и его коллегам отомстить за избиение. Конрой знает о том, что член городского совета Эдгар Гудвин только что инициировал расследование в отношении жестоких действий полиции, и потому понимает, что действовать нужно максимально деликатно. Так как против Уиллиса нет прямых улик, Конрой даёт приказ отпустить его.
Уиллис возвращается домой к любящей жене Хелен (Марсия Хендерсон), однако ночью тайно выходит из дома, якобы чтобы проверить дела в пекарне, а некоторое время спустя Паркса обнаруживают застреленным на улице. Дело поручают Джо, и он сразу же начинает подозревать Уиллиса, который угрожал Парксу и, кроме того, убийство произошло в двух кварталах от пекарни. Однако для того, чтобы получить убедительные доказательства причастности Уиллиса к убийству, необходимо найти орудие преступления, пистолет системы «маузер», который не проходил ни по одному из дел в городке. Тем не менее Конрой даёт приказ задержать Уиллиса, однако когда на улице прямо во время свадебной церемонии к нему подходят копы, Уиллис неожиданно срывается с места и пытается бежать. При задержании он получает небольшую травму головы. В полицейском участке Уиллис вновь клянётся, что ни в чём не виновен. Тем временем в участке появляется Хелен в сопровождении адвоката, требующего предъявить основания для задержания Уиллиса, на что Конрой объясняет, что Уиллис задержан за сопротивление аресту. Однако после звонка Гудвина и указания комиссара полиции Конрой приказывает отпустить подозреваемого, при этом тайно устанавливая за ним слежку.
Утром двое полицейских гибнут в результате взрыва бомбы, заложенной в их автомобиль. Офицер полиции, которому Конрой поручил следить за Уиллисом, докладывает, что поздно вечером тот вышел из пекарни и зашёл в соседнюю церковь, после чего исчез, видимо, незаметно вышел через чёрный ход. И лишь несколько часов спустя офицер увидел Уиллиса снова за работой в пекарне. Конрой догадывается, что за время исчезновения у Уиллиса были все возможности установить взрывное устройство в автомобиле. Детектив приезжает в пекарню к Уиллису, чтобы лично задержать его. Однако во время допроса Уиллис провоцирует стычку с Конроем, что успевает зафиксировать на камеру один из репортёров. После того, как фотография попадает в газеты, начальство увольняет Конроя с занимаемой должности за жестокость.
Однако бывшего шефа полиции это не останавливает. Он по-прежнему убеждён, что убийцей трёх полицейских является именно Уиллис, и решает самостоятельно найти решающие улики. Он договаривается со своим близким другом, частным детективом Мэттом Мэтьюзом (Дон Хэггерти) об организации посменной круглосуточной слежки за Уиллисом, чтобы вывести того из равновесия и спровоцировать на ответные действия, рассчитывая, что тот засветит орудие убийства. Видя, что его кто-то открыто преследует даже на ночных тёмных улицах, Уиллис не выдерживает психологического давления, и через несколько дней заявляет своей взволнованной любящей жене, что на некоторое время уедет из города, чтобы привести нервы в порядок. Выяснив, что Уиллис уехал в приграничный мексиканский город Бордер-сити, Конрой отправляется вслед за ним.
Добравшись на автобусе до Бордер-сити, Уиллис тут же направляется в ночной клуб «Эль Перико», где работает певицей Марианна (Глория Грэм). Затем Уиллис поджидает её у дверей квартиры, где сначала страстно целует, а затем грубо бьёт по щекам за вопросы о том, почему он в прошлый раз так неожиданно и надолго исчез без объяснения причин. Марианна ничего не знает о другой жизни Уиллиса, хотя любит его и уже не первый раз принимает после долгого отсутствия. Тем же вечером в Бордер-сити появляется и Конрой, который пытается разыскать Уиллиса, показывая его фотографию пограничникам, управляющему гостиницей, а затем на главной улице города — мальчишке-чистильщику обуви Пити (Билли Чапин) и таксисту. В итоге находится человек, который говорит, что видел Уиллиса, и готов проводить к нему за определённую плату. Однако он заводит Конроя в тёмную подворотню, где на того нападают двое бандитов, бьют в спину ножом и грабят. Утром Пити находит раненого Конроя и вместе со своим дядей Чарли помогает ему добраться до их дома. Чарли выделяет Конрою комнату и вызывает врача. Марианна, которая живёт в этом же доме, ухаживая за Конроем, находит у него в кармане газетную фотографию Уиллиса с подписью «Убийца или порядочный семьянин?» При этом Марианна просит дядю Чарли не вызывать полицию и никому не говорить о том, что Конрой находится в их доме.
Тем же вечером в клубе «Эль Перико» Уиллис запланировал большую закрытую вечеринку, на которую приглашает и Марианну. За столом она делает попытку уговорить Уиллиса жениться на ней, однако он отказывается, обещая лишь всегда к ней возвращаться. Когда один из посетителей клуба пытается потанцевать с Марианной, Уиллис набрасывается и грубо отталкивает его, после чего Марианна уходит домой привести себя в порядок перед вечеринкой. Уиллис догоняет её перед домом, и Конрой видит в окно, как тот грубо хватает её за руки и голову и целует. Марианна заходит в комнату к Конрою, где нежно целует его в шею, щёки и подбородок, одновременно пытаясь вытянуть какую-либо информацию о нём и цели его визита. В свою очередь она рассказывает детективу, что родилась в Атлантик-Сити и работала в Балтиморе, Нэшвилле и Новом Орлеане. Так ничего и не выяснив, она подсыпает Конрою в кофе снотворное, а сама возвращается к Уиллису. После её ухода Конрой быстро встаёт с кровати, одевается и звонит Мэтьюзу с просьбой выяснить, нет ли чего-нибудь на Уиллиса в названных Марианной городах. Затем он следит за Марианной, которая заходит в «Эль Перико», где встречает уже сильно выпившего Уиллиса. Сквозь окно Конрой видит, как Уиллис танцует с Марианной, а затем, столкнувшись с официантом, грубо толкает того через перила и смеётся. Марианна решает уйти через служебный вход, где Конрой слышит, как Уиллис в агрессивной манере спрашивает, не появился ли у неё кто-то другой, а затем с угрозой говорит, что она может об этом горько пожалеть. От снотворного Конроя начинает покачивать, он задевает за пустые ящики во дворе, привлекая внимание Уиллиса, после чего вынужден скрыться и вернуться домой.
На следующее утро Конрой собирается вернуться в гостиницу, и при прощании Марианна исповедуется ему, что сделала в жизни много ошибок, о чём сожалеет, а после его ухода просит Пити проследить, куда тот пошёл. Тем временем Уиллис начинает подозревать, что «пьяница», которого он чуть было не поймал у служебного входа в клуб, это новый любовник Марианны, и в порыве ревности врывается в её гримёрку в клубе. После того, как она заявляет, что ей известно о том, что он женат, Уиллис догадывается, что этим другим мужчиной является Конрой, после чего жестоко избивает Марианну. Она приходит к Конрою в гостиницу, чтобы предупредить его о том, что Уиллис узнал о его существовании и попытается убить. Увидев на её руках и теле синяки, Конрой объясняет, что приехал для того, чтобы разоблачить Уиллиса как опасного преступника и убийцу. В доказательство своих слов он показывает телеграмму из полицейского управления, согласно которой полиция Нэшвилла разыскивает Уиллиса как организатора банды, совершившей несколько вооружённых налётов и ограблений. Конрой говорит, что этой информации будет достаточно, чтобы местная полиция задержала Уиллиса, однако он хочет также доказать, что тот убил трёх полицейских в его городе.
Когда Конрой выходит на улицу, чтобы отнести телеграмму в полицию, Уиллис со своими подручными хватает его и под угрозой оружия заставляет идти в бар «Эль Перико». Когда туда силой приводят и Марианну, Уиллис сначала пытается заставить их целоваться на его глазах, а затем вместе со своими подручными устраивает в баре массовую драку с тем, чтобы под шумок убить обоих. В это время из разговора с Марианной Конрой узнаёт, что Уиллис никогда не посещает церковь, после чего догадывается, что Уиллис использовал церковь около своего дома только для того, чтобы уходить от преследования и хранить там оружие. В ходе начавшейся драки Конрою и Марианне удаётся пробраться к служебному входу и сбежать и клуба. Уиллис пытается преследовать их, однако в тёмном переулке Конрой набрасывается на него, жестоко избивает и отбирает оружие, а затем тащит в свою машину. Остальные бандиты успевают заметить только отъезжающую машину, сообщая в полицию о похищении человека. Местная полиция начинает преследование. На заправочной станции Конрой и Марианна выводят Уиллиса из машины и прячутся среди груза в трейлере, направляющемся в их город.
Однако когда они добираются до города и высаживаются из трейлера, Уиллису удаётся сбежать и добраться до церкви, где он достаёт спрятанный пистолет. Конроя тем временем задерживает местная полиция, которой он объясняет, что преследует Уиллиса. Марианна добирается до церкви раньше Конроя, и Уиллис бьёт её, после чего, угрожая оружием, берёт в заложницы. В этот момент Конрой подъезжает к церкви вместе с полицией, преследуя Уиллиса внутри здания. Подъезжает полицейское подкрепление, окружая церковь. Уиллис вместе с Марианной поднимается на крышу здания и баррикадирует дверь. Когда Марианна пытается её разблокировать, Уиллис стреляет и тяжело ранит её. Конрой выбивает дверь и начинает преследование Уиллиса по крышам церкви и соседних домов. В конце концов в ходе напряжённой перестрелки Конрой убивает Уиллиса, который падает вниз и разбивается. Когда Конрой берёт тяжело раненную Марианну в свои объятия, она шепчет, что сожалеет о том, что они не встретились гораздо раньше, тогда всё могло бы быть по-другому, после чего теряет сознание. Он доносит её тело до машины скорой помощи и уходит в одиночестве по тёмной улице.

## В ролях
- Стерлинг Хэйден — шеф Джо Конрой
- Глория Грэм — Марианна
- Джин Барри — Эл Уиллис
- Марсия Хендерсон — Хелен Уиллис
- Макс Шоуолтер — лейтенант Паркс
- Билли Чапин[англ.] — Пити
- Чак Коннорс — капитан Оуэн Кинкейд
- Дон Хэггерти[англ.] — Мэтт Мэтьюз
- Фрэнк Уилкокс — советник Эдгар Гудвин (в титрах не указан)

## Создатели фильма и исполнители главных ролей
Как отметил киновед Дэвид Хоган, первым фильмом, поставленным «блуждающим режиссёром Джерри Хоппером был напряжённый, умный триллер «Атомный город» (1952) о похищении сына американского учёного в области ядерного оружия. В том фильме Джин Барри в сдержанной, убедительной манере сыграл роль учёного. Хоппер и Барри воссоединились в „Очевидном алиби“ (1954), где Барри на этот раз сыграл главного отрицательного персонажа». К числу наиболее заметных фильмов Хоппера относятся также вестерн «Пони экспресс» (1953), приключенческий фильм «Тайна инков» (1954), комедия «Личная война майора Бенсона» (1955), боксёрская драма «Квадратные джунгли» (1955) и мелодрама «Никогда не говори прощай» (1956). С конца 1950-х годов Хоппер перешёл на телевидение, где с успехом поставил множество сериалов, среди них комедия «Отец-холостяк» (1957-59, 15 эпизодов), вестерн «Караван повозок» (1958-63, 22 эпизода), детектив «Закон Бёрка» (1964-65, 11 эпизодов), фантастический фильм «Беглец» (1963-66, 14 эпизодов), судебная драма «Перри Мейсон» (1961-66, 9 эпизодов) и приключенческий сериал «Путешествие на дно океана» (1965-68, 15 эпизодов).
Стерлинг Хэйден известен ролями в таких значимых фильмах нуар, как «Асфальтовые джунгли» (1950), «Волна преступности» (1954), «Внезапный» (1954), «Убийство» (1956) и «Преступление страсти» (1957). Позднее он сыграл в таких признанных фильмах, как «Доктор Стрейнджлав, или Как я перестал бояться и полюбил бомбу» (1964), «Крёстный отец» (1972) и «Долгое прощание» (1973).
Глория Грэм в 1948 году была номинирована на Оскар за роль второго плана в социальном фильме нуар «Перекрёстный огонь» (1947), а в 1953 году получила Оскар за роль второго плана в драме о кинематографе «Злые и красивые» (1952). Она также снялась в таких значимых фильмах нуар, как «В укромном месте» (1950), «Внезапный страх» (1952), «Сильная жара» (1953), «Человеческое желание» (1954) и «Ставки на завтра» (1959).
Джин Барри снялся в таких фантастических фильмах, как «Война миров» (1953) и «Двадцать седьмой день» (1957), нуарах «Солдат свободы» (1955), «Хьюстонская история» (1956) и «Дорога грома» (1958), а также военная драма «Китайские ворота» (1957). Впоследствии Барри добился успеха на телевидении, сыграв главные роли в таких сериалах, как вестерн «Бат Мастерсон» (1958-61, 108 серий), детектив «Закон Бёрка» (1963-66, 81 серия), триллер «Название игры» (1968-71), шпионский фильм «Искатель приключений» (1972-73, 26 эпизодов) и продолжение сериала «Закон Бёрка» (1994-95, 27 эпизодов).

## Оценка фильма критикой

### Общая оценка фильма
После выхода на экраны фильм, несмотря на его звёздный актёрский состав, не вызвал особого интереса у критики, обратившей внимание главным образом на обилие в нём сцен драк и физического насилия. Так, в газете «Нью-Йорк таймс» картина была охарактеризована как «мускулистая, но не впечатляющая» драма, в которой «вновь представлена суровая доля полицейского». Деятельность главного героя протекает на фоне «рутинного и безрадостного романа, который создатели картины пытались оживить частыми драками и актами насилия». Однако, по мнению обозревателя, «избиения в этой картине настолько часты, формальны и скучны, что трудно высидеть до конца». Получается «очень скучный и зацикленный на избиениях фильм».
Однако, по мнению современного киноведа Майкла Кини, «фильм удался, если не принимать во внимание склонность Барри к переигрыванию» . А Дэвид Хоган отметил, что «этот скромный по бюджету нуар студии Universal отличает ровное и живое мастерство, характерное для триллеров студии Columbia. С первого взгляда это простая история о мести, но при более внимательном взгляде становится ясно, что он движим темой двойных жизней» . И, кроме того, этому «небольшому фильму удаётся успешно показать, что мститель с налётом безумия иногда наилучшим образом подходит для того, чтобы одолеть закоренелого преступника» . Крейг Батлер считает «Очевидное алиби» «одной из менее значимых картин в мире нуара, которая могла бы стать значительно лучшим фильмом». Хотя, по мнению критика, «основополагающая завязка фильма достаточно крепкая, но дальнейший материал подан неубедительно и скучно». Далее Батлер отмечает, что в фильме «есть потенциал для развития классической нуаровой темы о хорошем и плохом в каждом человеке, так как подозреваемый в начале картины довольно симпатичен, а детектив — нет. Однако эта тема решена неинтересно». Критик считает, что фильм «лишён какой-либо истинной психологической глубины, и просто пытается заставить зрителя переживать за злодея, и злиться на нашего героя… Сюжетные повороты неубедительны, а персонажи часто действуют спонтанно и необоснованно». В целом, как считает Батлер, «благодаря актёрам на фильм стоит взглянуть, но в целом он не представляет собой ничего особенного».

### Оценка работы режиссёра и творческой группы
По мнению Батлера, «режиссёрская работа Хоппера довольно заурядная, хотя Расселл Метти обеспечивает ему крепкую операторскую работу, которая существенно наращивает атмосферу картины». Кроме того, «у фильма очень хороший актёрский состав, включающий Стерлинга Хэйдена, Глорию Грэм и Джина Барри, но слабости сценария не позволяют сыграть им так, как они могут».
Как полагает Хоган, «сценарист Лоренс Роман и режиссёр Хоппер представили в этом фильме склонность к грубым, жёстким действиям и к запугиванию в качестве добродетели». Хоган особенно выделил работу оператора Расселла Метти, в частности, «эпизоды в приграничном городке, снятые в режиме „ночь-за-ночь“, которые выполнены очень живо и создают нужную атмосферу, сочетая съёмки с операторского крана и с движущейся операторской тележки, они богаты внутренней игрой света и тени, глубоким фокусом и длинными планами», в определённой степени предвосхищая картину Орсона Уэллса «Печать зла» . Работу Глории Грэм Хоган сравнил с её ролью певицы и танцовщицы в «Большое жаре», но если в том фильме она «великолепна и оживлённа, то здесь она более вульгарна, эротична и измучена». Игра же Барри, по его мнению, «идеально безумна в своём переигрывании и не лишена философских аспектов» .